# Ексцентрицитет орбите
У астрономији, ексцентрицитет орбите је један од орбиталних елемената и важна особина путања небеских тела у простору: (планета око Сунца, сателита око планета...). Говори нам колико путања неког небеског тела одступа од кружне. Што је ексцентрицитет већи путања небеског тела је издуженија. Углавном се обележава малим словом е.

## Дефиниција
У проблему два тела са силом инверзног квадрата, свака орбита је Кеплерова орбита. Ексцентрицитет ове Кеплерове орбите је ненегативан број који дефинише њен облик.
Ексцентрицитет може имати следеће вредности:
- кружна орбита: e = 0
- елиптична орбита: 0 < e < 1
- параболична путања: e = 1
- хиперболичка путања: e > 1

Ексцентрицитет e је дат са
{\displaystyle e={\sqrt {1+{\frac {2EL^{2}}{m_{\text{red}}\,\alpha ^{2}}}}}}
где је E укупна орбитална енергија, L је угаони момент, mred је редукована маса, а {\displaystyle \alpha } коефицијент централне силе закона инверзног квадрата, као што је у теорији гравитације или електростатике у класичној физици:
{\displaystyle F={\frac {\alpha }{r^{2}}}}
({\displaystyle \alpha } је негативан за привлачну силу, позитиван за одбојну; повезано са Кеплеровим проблемом)
или у случају гравитационе силе:
{\displaystyle e={\sqrt {1+{\frac {2\varepsilon h^{2}}{\mu ^{2}}}}}}
где је ε специфична орбитална енергија (укупна енергија подељена редукованом масом), μ стандардни гравитациони параметар заснован на укупној маси, а h специфични релативни угаони момент (угаони момент подељен редукованом масом).
За вредности e од 0 до 1, облик орбите је све више издужена (или равнија) елипса; за вредности e од 1 до бесконачности, орбита је грана хиперболе која чини укупан заокрет од 2 arccsc(e), смањујући се од 180 до 0 степени. Овде је укупан обрт аналоган броју окретања, али за отворене кривине (угао покривен вектором брзине). Гранични случај између елипсе и хиперболе, када је e једнако 1, је парабола.
Радијалне путање су класификоване као елиптичне, параболичне или хиперболичне на основу енергије орбите, а не ексцентрицитета. Радијалне орбите имају нулти угаони момент, а самим тим и ексцентрицитет једнак један. Одржавање енергије константном и смањење угаоног момента, свака елиптична, параболична и хиперболичка орбита тежи одговарајућем типу радијалне путање док e тежи 1 (или у параболичном случају остаје 1).
За одбојну силу је применљива само хиперболична путања, укључујући и радијалну верзију.
За елиптичне орбите, једноставан доказ показује да {\displaystyle \arcsin(e)} даје угао пројекције савршеног круга на елипси ексцентрицитета e. На пример, да бисмо видели ексцентрицитет планете Меркур (e = 0,2056), потребно је једноставно израчунати инверзни синус да бисмо пронашли угао пројекције од 11,86 степени. Затим, нагињући било који кружни објекат под тим углом, привидна елипса тог објекта пројектована у око посматрача биће истог ексцентричности.

## Врсте ексцентрицитета
Ако објекат има ексцентрицитет нула (e = 0) онда он има кружну путању. Овакав случај је идеализован и не постоји у природи.
Ако је ексцентрицитет путање између нуле и један (0 < е < 1) путања је елиптична. Ако је неко тело гравитационо везано за неко друго ( Земља је гравитационо везана за Сунце) имаће елиптичну путању око центра масе система.
Ако је ексцентрицитет једнак јединици (е = 1) путања је параболична. Овај случај је такође идеализован. Ипак, има доста тела која имају елиптичну путању са великим ексцентрицитетом који тежи јединици, па се може рећи да је њихова путања параболична. Рецимо, дугопериодичне комете најчешће имају ексцентрицитете е > 0.95.
Објекти са путањом ексцентрицитета изнад јединице (е > 1) имају хиперболичну путању. Односно тај објекат није гравитационо везан за систем у односу на који има хиперболичну путању. Рецимо, ако би неко тело пролетело поред Земље великом брзином, довољном да га Земља не зароби у своју орбиту, оно ће имати хиперболичну орбиту у односу на Земљу (а ако припада Сунчевом систему, имаће елиптичну путању у односу на Сунце).

## Средња ексцентричност
Средњи ексцентрицитет објекта је просечан ексцентрицитет као резултат пертурбација током датог временског периода. Нептун у данашње време има (тренутна епоха) ексцентрицитет од 0,0113, до је од 1800. до 2050. имао средњи ексцентрицитет од 0,00859.

## Климатски ефекат
Орбитална механика захтева да трајање годишњих доба буде пропорционално површини Земљине орбите између солстиција и равнодневнице, тако да када је ексцентрицитет орбите екстреман, годишња доба која се јављају на супротној страни орбите (афелија) могу бити знатно дужа у трајању. Јесен и зима на северној хемисфери се дешавају на најближем приближавању (перихел), када се Земља креће максималном брзином - док се супротно дешава на јужној хемисфери. Као резултат тога, на северној хемисфери, јесен и зима су нешто краће од пролећа и лета — али у глобалном смислу ово је уравнотежено тако што су дуже испод екватора. Године 2006. лето на северној хемисфери је било 4,66 дана дуже од зиме, а пролеће за 2,9 дана дуже од јесени због Миланковићевих циклуса.
Апсидална прецесија такође полако мења место у Земљиној орбити где се јављају солстицији и равнодневице. Ово је спора промена Земљине орбите, а не осе ротације, што се назива аксијална прецесија. Током наредних 10.000 година, зиме на северној хемисфери ће постепено постајати дуже, а лета све краћа. Међутим, сваки ефекат хлађења на једној хемисфери је уравнотежен загревањем на другој, а свака укупна промена ће бити супротстављена чињеницом да ће ексцентрицитет Земљине орбите бити скоро преполовљен. Ово ће смањити средњи орбитални радијус и подићи температуре у обе хемисфере ближе средњем интерглацијалном врху.

## Егзопланете
Од многих откривених егзопланета, већина има већи ексцентрицитет орбите од планета у Сунчевом систему. Егзопланете које се налазе са ниским ексцентрицитетом орбите (скоро кружне орбите) су веома близу своје звезде и плимно су везане за звезду. Свих осам планета у Сунчевом систему има скоро кружне орбите. Откривене егзопланете показују да је Сунчев систем, са својим необично ниским ексцентрицитетом, редак и јединствен. Једна теорија приписује овај мали ексцентрицитет великом броју планета у Сунчевом систему; други сугерише да је настао због својих јединствених астероидних појасева. Пронађено је још неколико мултипланетарних система, али ниједан не личи на Сунчев систем. Сунчев систем има јединствене планетезималне системе, што је довело до тога да планете имају скоро кружне орбите. Соларни планетезимални системи укључују појас астероида, породицу Хилда, Кајперов појас, Хилов облак и Ортов облак. Откривени системи егзопланета или немају планетезималне системе или имају један веома велики. Низак ексцентрицитет је потребан за настањивост, посебно напредан живот. Много је вероватније да ће планетарни системи велике множине имати егзопланете погодне за живот. Велика хипотеза соларног система такође помаже да се разумеју његове скоро кружне орбите и друге јединствене карактеристике.